# Академия за филмово изкуство и наука
Академията за филмово изкуство и наука (АФИН) (на английски: Academy of Motion Picture Arts and Sciences), известна също като Филмовата академия на САЩ, е професионална почетна организация, чиято цел е постигането на напредък във филмовото изкуство и наука. Корпоративното управление и общите политики на Академията се контролират от управителен съвет, който включва представители на всеки клон на филмовото изкуство и наука.
Към април 2020 г. членството в организацията се оценява на около 9921 професионалисти в областта на киното. Академията е международна организация и членството е отворено за квалифицирани кинотворци от целия свят.
Академията е известна по целия свят с годишните си награди „Оскар“, официално и популярно известни като „Оскарите“.
Освен това Академията ежегодно връчва следните отличия: Награди на губернатора за цялостен принос към киното, Награди за научни и технически постижения и Студентски академични награди за студенти-кинотворци. Академията връчва до пет стипендии „Никъл“ за сценаристи годишно и управлява 3 структури, посветени на киното – библиотеката „Маргарет Херик“ (към Центъра за изучаване на киното „Феърбанкс“) в Бевърли Хилс, Калифорния, Центъра за филмови изследвания „Пикфорд“ в Холивуд, Лос Анджелис, както и Музея на филмите в Лос Анджелис, открит през 2021 г.

## История
Идеята за създаване на Академия за филмово изкуство е на Луис Мейър, ръководител на филмовото студио Метро-Голдуин-Майер. Той споделя, че е искал да създаде организация, която да посредничи в трудови спорове без синдикати и да подобри имиджа на филмовата индустрия. Той се среща с актьора Конрад Нейджъл, режисьора Фред Нибло и ръководителя на Асоциацията на филмовите продуценти Фред Битсън, за да обсъдят тези въпроси. Четиримата коментират идеята новосъздаденият елитен клуб да има годишен банкет, но по това време не се споменава нищо за връчване на награди. Обсъжда се също така членството в организацията да бъде отворено само за хора, участващи в една от петте основни сфери на филмовата индустрия: актьори, режисьори, сценаристи, техници и продуценти.
След тази първа кратка среща Майер събира група от тридесет и шест души от филмовата индустрия, които кани на официален прием в хотел Амбасадър в Лос Анджелис на 11 януари 1927 г. Същата вечер Майер представя на гостите си това, което нарича „Международна академия за филмово изкуство и наука“. Всички присъстващи стават основатели на Академията. Между вечерта на приема и датата на официално подаване на документите за регистрация на 4 май 1927 г. от наименованието на организацията отпада думата „международна“ и остава запазилото се и до днес наименование „Академия за филмово изкуство и наука“. На първата организационна среща, проведена на 11 май в хотел Милениум Билтмор, за първи председател на Академията е избран Дъглас Феърбанкс, а Фред Нибло става първият заместник-председател. Същата вечер Академията дава първото почетно членство на Томас Едисън. Първоначално Академията е разделена на пет основни професионални групи, но броят им нараства през годините. Първоначалните пет групи са: Продуценти, Актьори, Режисьори, Сценаристи и Техници.
Първоначалните притеснения на организацията са свързани с условията на труд, но с течение на времето дейността ѝ се отдалечава от участие в арбитражи и преговори между ръководството и служителите. Един от комитетите, създадени през тези първи години, е за „Награди за заслуги“, но чак през май 1928 г. в него започват сериозни дискусии относно структурата на наградите и церемонията по връчването им. До юли 1928 г. съветът на директорите одобрява списък с 12 награди, които да бъдат връчени. През юли е създадена система за гласуване за наградите и започва процес на номиниране и подбор. Тази „награда за заслуги за отличителни постижения“ е това, което сега познаваме като наградите „Оскар“.
Първоначалното местоположение на организацията е на бул. Холивуд 6912. През ноември 1927 г. Академията се премества в хотел „Рузвелт“ на бул. Холивуд 7010 и през същия месец библиотеката на Академията започва да съставя пълна колекция от книги и периодични издания от цял свят, касаещи филмовата индустрия. През май 1928 г. Академията разрешава изграждането на най-съвременна прожекционна зала, която да се намира в клубния салон на хотела. Прожекционната зала е завършена през април 1929 г.
С публикуването на първия доклад на Академията „Нажежена илюминация“ през юли 1928 г. Академията започва дълга история по издаване на книги в помощ на своите членове. По време на Втората световна война Изследователският съвет на АФИН обучава офицери от Сигналния корпус, които по-късно печелят две награди „Оскар“ за „Семена на съдбата“ и „Към независимостта“.
През 1929 г. членовете на Академията съвместно с Южнокалифорнийския университет, създават първото филмово училище в Америка, за да развият филмовото изкуство. Учредителният състав на новия факултет включва Феърбанкс (председател на Академията), Дейвид Уорк Грифит, Уилям Демил, Ърнст Лубич, Ървинг Талберг и Дарил Ф. Занък.
През 2009 г. е проведена първата церемония по връчване на Наградите на губернатора, на които Академията присъжда почетната награда на Академията, хуманитарната награда на Джийн Хершолт и Мемориалната награда на Ървинг Талберг.
През 2016 г. Академията става обект на критики за неспособността ѝ да признае постиженията на професионалистите от малцинствата, тъй като за втора поредна година всички 20 номинирани в основните актьорски категории са бели. През 2015 г. председателят на Академията Черил Буун Айзъкс, която е първата афроамериканка и третата жена начело на Академията, отрича да има проблем. Когато номинациите за актьори са само за бели актьори и актриси за втора поредна година, Джил Робъртсън IV, председател на Асоциацията на афроамериканските филмови критици, ги нарича „обидни“. 
Режисьорът Спайк Лий, интервюиран малко след публикуването на изцяло белия списък с номинирани, посочва като основен проблем ръководството в Холивуд: „Може да печелим Оскар от време на време, но един Оскар няма да промени коренно начина, по който Холивуд прави бизнес. Не говоря за холивудските звезди. Говоря за ръководството. Ние не сме в стаята.“ Буун Айзъкс също пуска изявление, в което казва: „Аз съм съкрушена и разочарована от липсата на включване. Това е труден, но важен разговор и е време за големи промени.“ След изявлението на Буун Айзъкс, видни афроамериканци като режисьора Спайк Лий, актьорите Уил Смит и Джейда Пинкет Смит и активистът преподобния Ал Шарптън призовават за бойкот на Оскарите за 2016 г., които не признават постиженията на малцинствата. Академията заявява че до 2020 г. ще удвои броя на жените и представителите на малцинствата сред членовете си. Въпреки че Академията е насочена към по-висок профил на афроамериканците, тя все още не е повишила присъствието на други етнически общности, пред и зад камерата.
През 2019 г. Дейвид Рубин е избран за председател на Академията.
През 2020 г. „Паразит“ става първият филм на език, различен от английския, спечелил отличието за най-добър филм.

## Галерии и театри
Многобройните и разнообразни дейности на Академията се помещават в три съоръжения в района на Лос Анджелис: сградата на централата в Бевърли Хилс, която е построена специално за Академията, и два центъра за изучаване на филми – единият в Бевърли Хилс, другият в Холивуд – които представляват възстановени сгради, трансформирани, за да приберат библиотеката на Академията, филмовия архив и други отдели и програми.

## Членство
Членство в Академията се получава само с покана от Управителния съвет. Кандидати за членство могат да бъдат само лица, които са получили номинация за Оскар или които са препоръчани от двама настоящи членове на Академията от същата група, в която иска да бъде приет кандидатът.
Новите предложения за членство се разглеждат ежегодно през пролетта. Имената на хората, поканени да се присъединят, се обявяват в съобщения до пресата.
Членовете на Академията са разделени в 17 групи, представляващи различни дисциплини в киното. Членовете не могат да принадлежат към повече от една група. Членове, чиято работа не попада в никоя от групите, се присъединяват към т.нар. „Обща група“. Членовете от Общата група имат всички права на останалите членове, с изключение на представителство в Управителния съвет. Асоциирани членове са хора, тясно свързани с индустрията, но неучастващи активно в създаването на филми. Те не са представени в Управителния съвет и не гласуват за наградите на Академията.
Според проучване на Лос Анджелис Таймс от февруари 2012 г. (извадка от над 5000 от общо 5765 членове на Академията), Академията по това време се състои от 94% бели членове, 77% мъже, 86% от членовете са на възраст 50 или повече години и със средна възраст 62 години. Една трета от членовете са предишни носители или номинирани за наградите „Оскар“. От 54-членния Управителен съвет на Академията 25 са жени.
На 29 юни 2016 г. настъпва промяна в процеса на подбор на членове на Академията, в резултат на което от новоприсъединилите се членове 46% са жени и 41% са цветнокожи.
Членовете могат да гледат безплатно много нови филми в театъра Самюъл Голдуин и други съоръжения в рамките на две седмици от дебюта им, а понякога и преди официалното излизане; в допълнение, някои от филмите са достъпни за членовете на Академията за предварително гледане чрез iTunes.

### Изгонвания
Известно е, че петима души са изключени от Академията. Служители на Академията признават, че в миналото са били изключвани и други членове, повечето заради продажба на своите билети за церемонията по връчване на Оскарите, но не е известно колко са те.
- Кармин Кариди е изключен на 3 февруари 2004 г. за нарушаване на авторски права. Той е обвинен в незаконно разпространение на филми, които са му били изпратени за предварителен преглед.[20]
- Харви Уайнстийн е изключен заради обвиненията към него за сексуален тормоз след извънредна среща, проведена на 13 октомври 2017 г.[21]
- Бил Козби и Роман Полански са изключени „в съответствие със стандартите за поведение на организацията“ на 1 май 2018 г.[22] Козби е осъден за сексуално насилие седмица по-рано, докато Полански е осъден през 1977 г. за незаконен полов акт с непълнолетна.
- Операторът Адам Кимел е изключен през 2021 г., след като репортер на Варайъти разкрива факта, че е регистриран като извършител за сексуално престъпление.[23]

## Групи в Академията
17-те групи членове на Академията са:
1. Актьори
2. Кастинг директори (създадена на 31 юли 2013 г.)
3. Оператори
4. Дизайнери на костюми (част от предишната група на арт директорите)
5. Дизайнери (част от предишната група на арт директорите)
6. Режисьори
7. Документалисти
8. Представители на филмови студиа
9. Монтажисти
10. Гримьори и фризьори
11. Музика
12. Продуценти
13. Връзки с обществеността
14. Късометражни филми и анимационни филми
15. Звук
16. Визуални ефекти
17. Сценаристи

## Управителен съвет
Към април 2020 г. Управителният съвет на Академията се състои от 54 души, по трима от всяка група и трима общи представители. Групата на гримьорите и фризьорите, създадена през 2006 г., до юли 2013 г. има само един представител. Групата на кастинг директорите, създадена през 2013 г., избира първите си трима представители през есента на същата година.
Управителният съвет отговаря за корпоративното управление, контрол и общи политики. Той назначава също така главният изпълнителен директор и главният оперативен директор, които да следят административните дейности на Академията.

## Оригиналните 36 основатели на Академията
Всички поканени на първоначалния официален прием, организиран от Луис Мейър през 1927 г., стават основатели на Академията:

### Актьори
- Ричард Бартълмес
- Джак Холт
- Конрад Нейджъл
- Милтън Силс
- Дъглас Феърбанкс
- Харолд Лойд
- Мери Пикфорд

### Режисьори
- Сесил Демил
- Франк Лойд
- Хенри Кинг
- Фред Нибло
- Джон М. Стал
- Раул Уолш

### Адвокати
- Едуин Льоб
- Джордж У. Коен

### Продуценти
- Фред Битсън
- Чарлс Кристи
- Сид Грауман
- Милтън Е. Хофман
- Джеси Л. Ласки
- М. К. Ливи
- Луис Мейър
- Джоузеф Шенк
- Ървинг Талберг
- Хари Уорнър
- Джак Л. Уорнър
- Хари Раф

### Техници
- Дж. Артър Бол
- Седрик Гибънс
- Рой Померой

### Сценаристи
- Джоузеф У. Фарнъм
- Бенджамин Глейзър
- Джини Макферсън
- Бес Мередит
- Кари Уилсън
- Франк Уудс

## Председатели на Академията
Председателите се избират за едногодишен мандат и не могат да бъдат избирани за повече от четири последователни мандата.
| #  | Име                       | Мандат                                |
| -- | ------------------------- | ------------------------------------- |
| 1  | Дъглас Феърбанкс          | 1927 – 1929                           |
| 2  | Уилям С. Демил            | 1929 – 1931                           |
| 3  | М. К. Леви                | 1931 – 1932                           |
| 4  | Конрад Нейджъл            | 1932 – 1933                           |
| 5  | Дж. Теодор Рийд           | 1933 – 1934                           |
| 6  | Франк Лойд                | 1934 – 1935                           |
| 7  | Франк Капра               | 1935 – 1939                           |
| 8  | Уолтър Вангер (първи път) | 1939 – 1941                           |
| 9  | Бет Дейвис                | 1941 (подаде оставка след два месеца) |
| 10 | Уолтър Вангер (2-ри път)  | 1941 – 1945                           |
| 11 | Джийн Хершолт             | 1945 – 1949                           |
| 12 | Чарлз Бракет              | 1949 – 1955                           |
| 13 | Джордж Сийтън             | 1955 – 1958                           |
| 14 | Джордж Стивънс            | 1958 – 1959                           |
| 15 | Б. Б. Кахейн              | 1959 – 1960 (починал)                 |
| 16 | Валентин Дейвис           | 1960 – 1961 (починал)                 |
| 17 | Уендел Кори               | 1961 – 1963                           |
| 18 | Артър Фрийд               | 1963 – 1967                           |
| 19 | Грегъри Пек               | 1967 – 1970                           |
| 20 | Даниел Тарадаш            | 1970 – 1973                           |
| 21 | Уолтър Мириш              | 1973 – 1977                           |
| 22 | Хауърд У. Кох             | 1977 – 1979                           |
| 23 | Фей Канин                 | 1979 – 1983                           |
| 24 | Джийн Алън                | 1983 – 1985                           |
| 25 | Робърт Уайз               | 1985 – 1988                           |
| 26 | Ричард Кан                | 1988 – 1989                           |
| 27 | Карл Молдън               | 1989 – 1992                           |
| 28 | Робърт Реме (първи път)   | 1992 – 1993                           |
| 29 | Артър Хилър               | 1993 – 1997                           |
| 30 | Робърт Реме (2-ри път)    | 1997 – 2001                           |
| 31 | Франк Пиърсън             | 2001 – 2005                           |
| 32 | Сид Ганис                 | 2005 – 2009                           |
| 33 | Том Шерак                 | 2009 – 2012                           |
| 34 | Хоук Кох                  | 2012 – 2013 г.                        |
| 35 | Черил Буун Айзъкс         | 2013 – 2017                           |
| 36 | Джон Бейли                | 2017 – 2019 г.                        |
| 37 | Дейвид Рубин              | 2019 – досега                         |